# Сан-Педру-де-Вейга-де-Лила
Сан-Педру-де-Вейга-де-Лила (порт. São Pedro de Veiga de Lila)  —  район (фрегезия) в Португалии,  входит в округ Вила-Реал. Является составной частью муниципалитета  Валпасуш. По старому административному делению входил в провинцию Траз-уж-Монтиш и Алту-Дору. Входит в экономико-статистический  субрегион Алту-Траз-уш-Монтеш, который входит в Северный регион. Население составляет 400 человек на 2001 год. Занимает площадь 19,40 км².